# Ed Moeller
Edward Wolfe Moeller, detto Ed (Delaware, 8 gennaio 1919 – Raleigh, 7 novembre 2018), è stato un cestista statunitense, professionista nella NBL.

## Carriera
Giocò una stagione nella NBL, disputando 22 partite con 1,8 punti di media.